# کنگره کوکوتا

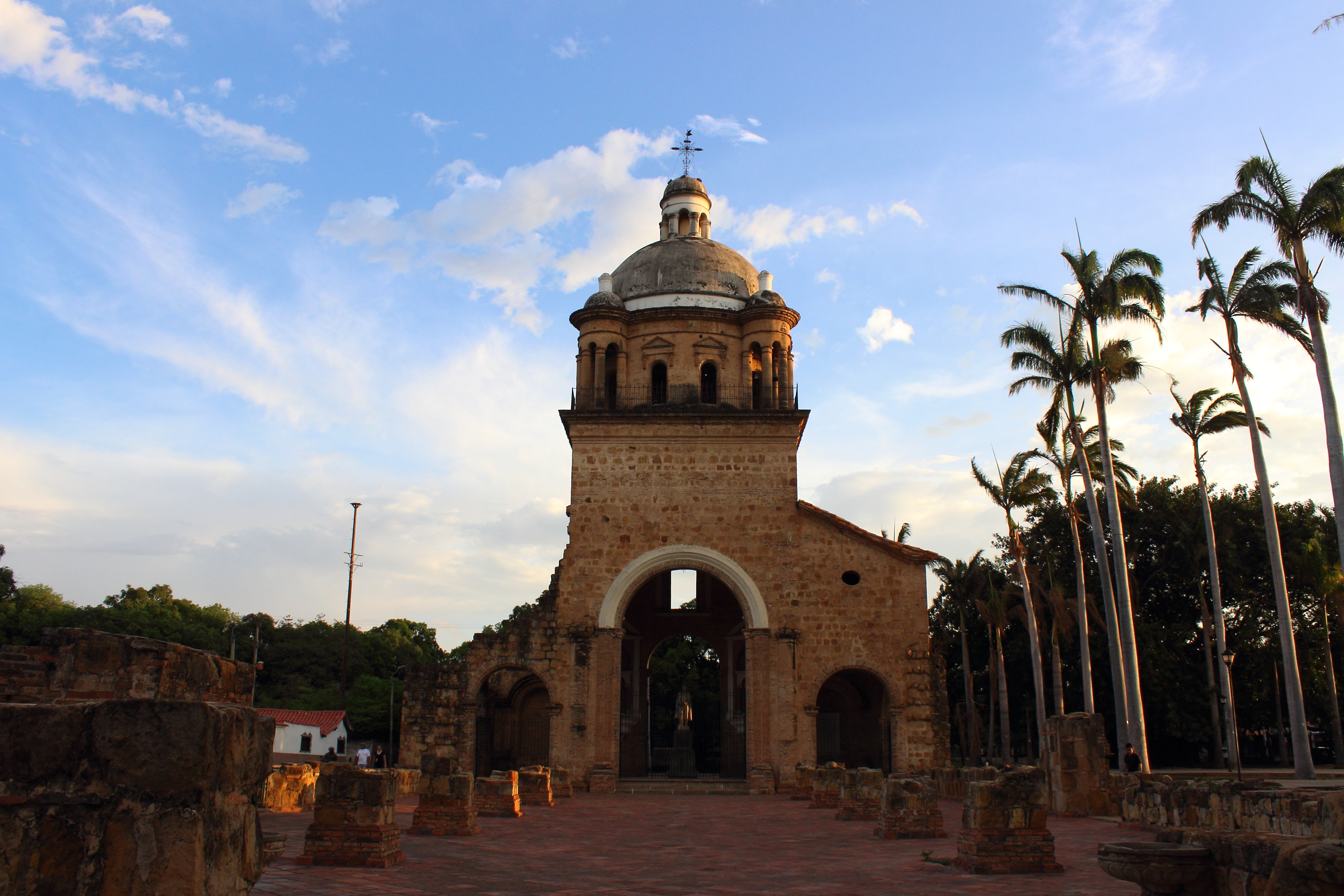
کلیسای تاریخی کوکوتا: نمایندگان گرانادای جدید (کلمبیا) و ونزوئلا در این مکان برای امضای قانون اساسی کوکوتا با یکدیگر ملاقات کردند، گرند کلمبیا برپایه این قانون اساسی تشکیل شد.

کنگره کوکوتا (به انگلیسی: The Congress of Cúcuta) مجلس مؤسسی بود که در آن جمهوری کلمبیا (که از لحاظ تاریخی گرند کلمبیا نامیده می‌شد، زیرا سرزمین‌های تحت الحمایگی قبلی گرانادای جدید و ونزوئلا را پوشش می‌داد، که امروزه چندین کشور هستند) تأسیس شد. این کنگره، سیمون بولیوار و فرانسیسکو د پاولا سانتآندر را به عنوان رئیس‌جمهور و معاون رئیس‌جمهور انتخاب کرد.
اساس تشکیل کنگره قانون اساسی کوکوتا بود.

## بوجود آمدن و دستاوردهای کنگره
کوکوتا محل تولد رویاهای سیمون بولیوار برای متحد کردن آمریکای جنوبی تحت عنوان یک ایالت فدرال بود، رؤیای جایگزین کردن قوانینی که اسپانیایی‌ها طی ۳۰۰ سال استعمار آن منطقه برقرار کرده بودند، و جایگزین کردن قوانین به ارث برده شده از اسپانیا با قوانین سیاسی جدید که آمریکای جنوبی آنها را وضع می‌کرد.
پیش از سال ۱۸۱۹، سیمون بولیوار و سایر افرادی که به انقلاب جمهوری ونزوئلا کمک کردند، از کل آمریکای جنوبی به عنوان کلمبیا یاد می‌کردند. از آن زمان، بولیوار پیشنهاد تشکیل یک اتحادیه به نام کلمبیا را داد که کشورهای ونزوئلا، کلمبیا و اکوادور کنونی را در برمیگیرد. از آنجایی که بولیوار مرز کشورها را براساس قوانین یوطی پسیدتیس مشخص کرد، با اینکه پاناما و اکوادور هیچ نماینده ایی در کنگره کوکوتا یا کنگره آنگوستورا نداشتند، در این مرزبندی قرار گرفتند، چون آنها نیز در گذشته بخشی از حکومت تحت‌الحمایگی گرانادای جدید سابق بودند. در کنگره آنگوستورا در سال ۱۸۱۹، کلمه «کلمبیا» برای توصیف این کشور جدید پیشنهاد شد، و مورد استفاده قرار گرفت. شهرهای بوگوتا، کاراکاس و کیتو به عنوان پایتخت حوزه‌های مختلف کشور جدید تعیین شدند. زمانی که جلسات کنگره کوکوتا درحال برگزاری بود، اکثر بخش‌های گرند کلمبیا به جز جنوب کلمبیا و اکوادور از اسپانیا مستقل بود.
اماکنی که مربوط به کنگره کوکوتا و خانه سانتاندر (به اسپانیایی: Casa de Santander) بود، اکنون به دلیل اهمیت تاریخی محافظت می‌شوند و بخشی از پارک کلمبیای بزرگ را تشکیل می‌دهند.

### بولیوار قبل از کنگره

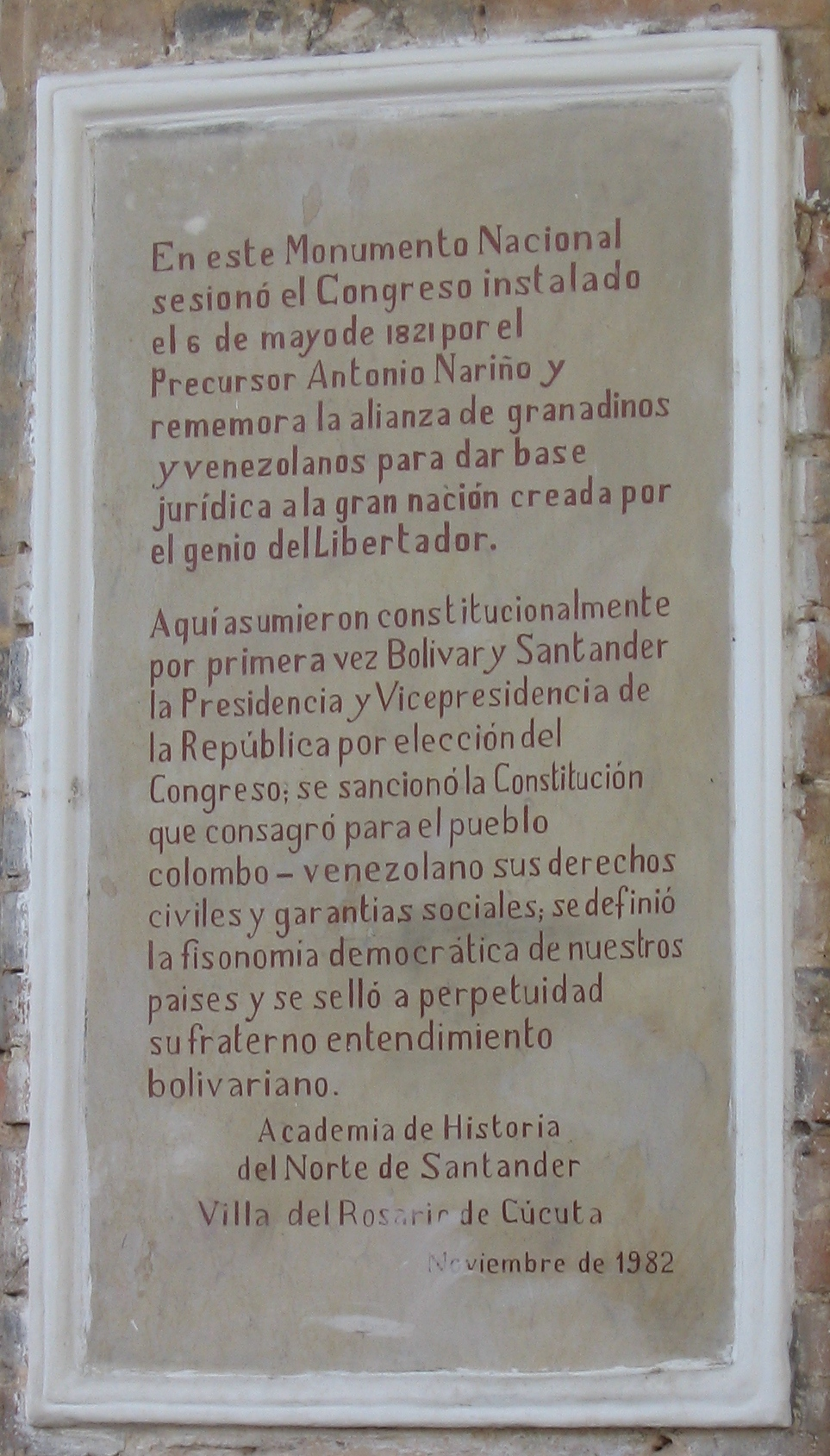
بزرگداشت قانون اساسی کوکوتا، که نتیجه کنگره کوکوتا بود.

فعالیت کنگره کوکوتا در در ۳۰ اوت ۱۸۲۱ به اوج خود رسید. یک قانون اساسی نوشته شد که قانون جمهوری کلمبیا (گرند کلمبیا) را تعیین می‌کرد، و پایتخت و مرزهای کشور را تعیین می‌کرد. این کنوانسیون، توسط آنتونیو ناریانو و به رهبری سیمون بولیوار نوشته و سازماندهی شد.
در ساعت ۱۱ صبح ۳ اکتبر ۱۸۲۱ سیمون بولیوار وارد صحن عمومی کنگره کوکوتا شد که در آن زمان در کلیسای شهر ویلا دل روساریو دو کوکوتا (نام قدیمی شهر) قرار داشت. وی کمیسیونی از معاونان و اعضای ستاد مشترک نیروهای مسلح را همراه خود داشت. او در کنار سخنگوی مجلس نشست، و در حالی که کل اعضا ایستاده بودند، او به عنوان رئیس‌جمهور جمهوری کلمبیای تازه تأسیس، متشکل از ونزوئلا و کوندینامارکا، سوگند یاد کرد، جمهوری کلمبیا تازه تأسیس، نامی بود که گرانادای جدید در آن زمان با آن شناخته می‌شد. پس از سخنرانی و انتساب سانتاندر به عنوان معاون رئیس‌جمهور، متن قانون اساسی جمهوری جدید خوانده شد.

## اسناد

### سخنرانی بولیوار
قربان: سوگندی که به تازگی به عنوان رئیس‌جمهور کلمبیا یاد کردم، برای من یک عمل وجدانی محسوب می‌شود، که بیشتر من را ملزم به تسلیم در برابر قوانین کشورم می‌کند. تنها احساس عمیق احترام به اراده مردم می‌تواند مرا مجبور به قبول موقعیت دشوار دادستانی عالی کند. من کسانی که حس می‌کنم این وظیفه را بر عهده من گذاشتند و نمایندگان مردم هستند تشکر می‌کنم، آنها این وظیفه خوشایند را بر من تحمیل کردند، تا بتوانم خدمت به کشورم را ادامه دهم، تا بتوانم با دارایی ام، با خونم و با شرفم از این قانون اساسی، که تضمین کننده حقوق بشر است، و آزادی و صلاح عمومی و افتخار ملت را تضمین می‌کند، دفاع کنم. قانون اساسی کلمبیا به همراه استقلال کلمبیا، محراب مقدسی را تشکیل می‌دهند که من اگر لازم باشد در بر روی آن قربانی خواهم کرد. برای او من به هر گوشه کلمبیا لشکرکشی می‌کنم تا زنجیرهایی که فرزندان اکوادور را در بند کرده بشکنم، و او را آزاد کنم، و او را دعوت کنم تا به این محراب بپیوندند. 

قربان، امیدوارم شما به من اجازه دهید به هم ملحق شویم، برای صلاح مردمی که برادران ما بخاطر آنها به بهشت رفتند و جسدشان در دل طبیعت است. زمانی که این کار که زاییده خرد و جانفشانی ما است انجام شود، هیچ کاری برای ما جز برقراری صلح باقی نمی‌ماند، بنابراین ما می‌توانیم به کلمبیا آرامش و شکوه و جلالش را ارززانی کنیم؛ بنابراین، قربان من شما را با جدیت نصیحت می‌کنم، که خود را درمقابل صدای وجدان و شرف من، که به من با صدای بلند دستور می‌دهد که یک شهروند ساده باشم، کر نشان ندهید. من ضرورت کناره‌گیری از ریاست جمهوری را حس می‌کنم، رئیس‌جمهوری که مردم به عنوان ارباب قلب خود می‌دانند. من فرزند جنگ هستم، مردی که با مبارزه به قدرت رسید، بخت و اقبال این درجه را برای من نگه داشت و پیروزی، آن را تثبیت کرد. اما اینها عناوینی نیستند که با عدالت، نیت خوب و خواست مردم تقدیس شده باشند. شمشیری که بر کلمبیا حاکم است، ترازوی عدالت نیست، بلکه تازیانه بدبختی است که گاهی اوقات بهشت به زمین می‌زند تا ظالمان و ملل متظاهر را مجازات کند. هنگامی که صلح برقرار است، این شمشیر هیچ هدفی ندارد و این آخرین باری است که به من اجازه استفاده از آن داده می‌شود؛ بنابراین من به خودم سوگند یاد کرده‌ام، زیرا آن را به کلمبیا وعده داده‌ام و زیرا هیچ جمهوری نمی‌تواند در آن وجود داشته باشد که مردم نتوانند قدرت را در دست بگیرند. مردی مانند من در دولت مردمی یک چیز خطرناک است. وجود من یک خطر آشکار و برای حاکمیت ملت است. من آرزو می‌کنم یک شهروند، یک مرد آزاد باشم، تا دیگران نیز بتوانند آزاد باشند. من نام «شهروند» را به «آزادی‌بخش» ترجیح می‌دهم، زیرا اولی از قانون زاده شده و دومی متولد جنگ است. من برای شما سوگند یاد می‌کنم، قربان، اگر قرار باشد تمام عناوینم را از دست بدهم و فقط یک عنوان بدست آورم، آن عنوان «شهروند خوب» است.

### قانون اساسی تأسیس گرند کلمبیا (کنگره آنگوستورا)

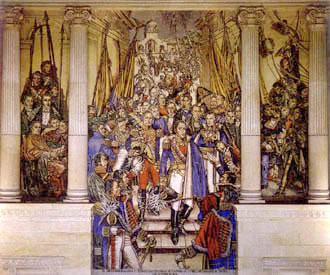
نقاشی دیواری کنگره کوکوتا توسط سانتیاگو مارتینز دلگادو که در ساختمان کنگره کلمبیا قرار دارد.

«کنگره حاکم ونزوئلا که مردم جمهوری گرانادای جدید به‌طور داوطلبانه از آن حمایت کردند.» با توجه به اینکه:
1. «استانهای ونزوئلا و گرانادای جدید که در یک جمهوری واحد متحد شده‌اند، همه تناسبات و روش‌های خود را برای ارتقاء خود به درجه بالاتری از قدرت و رفاه دارند.»
2. «این دو کشور در دو جمهوری جداگانه تشکیل شده‌اند، و چیزهایی این دو کشور را به هم پیوند داده‌است هیچ مزایایی برای آنها نداشت، و نتوانستند ادغام شوند و به حاکمیتشان احترام بگذارند.»
3. «این حقایق، به درون مردان عالی‌رتبه و روشنفکر و میهن‌پرست نفوذ کرده، هردو جمهوری را مجبور کرده که به اجماع برسند و دوباره متحد شوند که تحولاتی که جنگ بوجود آورد را با حکمفرمائی قانون اساسی جمهوری کلمبیا اصلاح کنند.»:

بند اول: «جمهوری‌های ونزوئلا و گرانادای جدید از این روز به بعد تحت عنوان باشکوه جمهوری کلمبیا متحد می‌شوند.»
بند دوم: «قلمرو آنها منطقه ای خواهد بود که ناحیه عمومی سابق ونزوئلا و نایب السلطنه گرانادای جدید قرار دارد، و مساحت ۱۱۵ هزار لیگ مربعی را پوشش می‌دهند، که در شرایط بهتر دقیقاً تعریف می‌شود.»
بند سوم: «بدهی‌های جمهوری ونزوئلا و گرانادای جدید ادغام شده و به بدهی ملی کلمبیا تبدیل خواهد شد. پرداخت آن از طریق تمام کالاها و دارایی‌های این کشور پرداخت می‌شود، و سودآورترین شاخه‌های اجاره عموم مردم نیز موظف به پرداخت آن هستند.»
بند چهارم: «قدرت اجرایی جمهوری بر عهده رئیس‌جمهور است و در صورت نقص وی، معاون رئیس‌جمهور عهده‌دار ریاست جمهور است، و جایگزین وی به‌طور موقت توسط کنگره تعیین می‌شود.»
بند پنجم: «جمهوری کلمبیا به سه بخش بزرگ ونزوئلا، کیتو و کوندینامارکا تقسیم می‌شود که شامل استانهای گرانادای جدید است که از این پس نام آن سلب می‌شود. پایتخت این بخشها شهرهای کاراکاس، کیتو و بوگوتا خواهند بود، بوگوتا از این به بعد نام سانتافه را ندارد.»
بند ششم: «هر بخش دارای یک اداره و یک رئیس خواهد بود که در حال حاضر توسط این کنگره با عنوان معاون رئیس‌جمهور تعیین می‌شود.»
بند هفتم: «شهر جدیدی که به نام ال لیبرتادور سیمون بولیوار نامگذاری شده‌است، پایتخت جمهوری کلمبیا خواهد بود. برنامه و وضعیت آن توسط اولین کنگره عمومی بر اساس اصل تناسب آن با نیازهای سه بخش تعیین می‌شود و عظمت این کشور بزرگ طبیعتاً تعیین می‌شود.»
بند هشتم: «کنگره عمومی کلمبیا در ۱ ژانویه ۱۸۲۱ در ویبا دل روساریو د کوکوتا که مرکز کشور است تشکیل جلسه می‌دهد و تجمع مجدد را تسهیل می‌کند. فراخوان آن توسط رئیس‌جمهور در ۱ ژانویه ۱۸۲۰ مطابق با یادداشت‌های تنظیم شده قبلی که توسط کمیسیون ویژه و تحت تصویب کنگره کنونی تدوین می‌شود، انجام می‌شود.»
بند نهم: «قانون اساسی جمهوری کلمبیا توسط کنگره عمومی تدوین می‌شود که به عنوان پیش نویس قانون اساسی ارائه می‌شود و قوانین آن بعداً در اجرا آزمایش می‌شود.»
بند دهم: «اسلحه و پرچم کلمبیا توسط کنگره عمومی تعیین می‌شود و از اسلحه و پرچم ونزوئلا استفاده می‌شود زیرا بیشتر شناخته شده‌است.»
بند یازدهم: «کنگره کنونی در ۱۵ ژانویه ۱۸۲۰ به دلیل انتخابات جدید برای کنگره عمومی کلمبیا تعطیل می‌شود.»
بند دوازدهم: «یک کمیسیون متشکل از شش عضو و یک رئیس به‌طور موقت جایگزین کنگره می‌شوند و دارای اختیارات ویژه ای هستند که با حکم می‌شود.»
بند سیزدهم: «در ۲۵ دسامبر سال جاری که تولد منجی جهان نیز هست، تأسیس جمهوری کلمبیا در یک جشن عمومی در شهرها و ارتش‌ها اعلام می‌شود، و در پایتخت تأیید می‌شود، تا تحت حمایت منجی جهان ما این اتحاد را که همواره آرزو داشتیم بدست آوریم و کشور را دوباره بسازیم.»
بند چهاردهم: «سالگرد این بازسازی سیاسی به‌طور دائمی با یک جشن ملی جشن گرفته می‌شود که در آن، مانند المپیا، به افراد بافضیلت و روشنفکر جوایزی اهدا می‌شود.»
«قانون اساسی فعلی جمهوری کلمبیا فقط در شهرها و ارتشها به‌طور رسمی اعلام می‌شود، در کلیه دفاتر ثبت عمومی ثبت شده و در هر کابیلدو و شرکت شهری، کلیسایی یا سکولار ذخیره می‌شود.»
«در کاخ مستقل کنگره ونزوئلا در شهر سانتو توماس د آنگوستورا، ده روز قبل از ماه دسامبر، در سال ۱۸۱۹ پس از میلاد مسیح ارائه شده‌است. در نهمین سال استقلال.»
«رئیس کنگره، فرانسیسکو آنتونیو زی؛ خوان خرمن روستیو؛ مانوئل سدینو؛ خوان مارتینز؛ خوزه اسپانیا؛ لوئیس توماس پرازا؛ آنتونیو ام بریسینو؛ یوسبیو آفانادور؛ فرانسیسکو کنده؛ دیگو باتیستا اوربانجا؛ خوان ویسنته کاردوزو؛ ایگناسیو مانوئز؛ رامون گارسیا کادیز. معاون وزیر، دیه گو دو والانیلا.»
«کاخ کنگره حاکم ونزوئلا در آنگوستورا، ۱۷ دسامبر، ۱۸۱۹ -نهمین (سال استقلال).»
«کنگره حاکم تصمیم می‌گیرد که قانون اساسی جمهوری کلمبیا باید توسط هیأتی برای تصویب به قدرت عالی اجرایی اطلاع داده شود و سپس منتشر و اجرا شود.»
«رئیس کنگره، فرانسیسکو آنتونیو زی. معاون وزیر، دیگو د والنیلا. کاخ کنگره حاکم ونزوئلا در آنگوستورا، ۱۷ دسامبر، ۱۸۱۹-نهمین. آن را تکثیر کنید، منتشر کنید، اجرا کنید و با مهر دولتی به آن رسمیت بدهید.»
«سیمون بولیوار»
«برای جناب رئیس‌جمهور، وزیر امور داخلی و قضا،»
«دیگو بی. اوربانجا»

## فهرست کتاب‌ها
- بوشنل، دیوید (۱۹۷۰). رژیم سانتآندر در گرند کلمبیا (به انگلیسی: The Santander Regime in Gran Colombia). وستپورت: گرینوود پرس. شابک ‎۰-۸۳۷۱-۲۹۸۱-۸
- گیبسون، ویلیام ماریون (۱۹۴۸). قوانین اساسی کلمبیا (به انگلیسی: The Constitutions of Colombia). دورهام: دوک یونیورسیتی پرس.